# Praecereus euchlorus
Praecereus euchlorus ist eine Pflanzenart in der Gattung Praecereus aus der Familie der Kakteengewächse (Cactaceae). Das Artepitheton euchlorus leitet sich von den griechischen Worten eu für ‚wirklich‘ sowie chloros für ‚grün‘ ab und verweist auf die schöne grüne Farbe der Triebe.

## Beschreibung
Praecereus euchlorus wächst zunächst leicht aufrecht, ist wenig verzweigt und später übergebogen und anlehnend-spreizklimmend. Die schlanken Triebe sind bis 5 Meter lang. Es sind 4 bis 14 niedrige und scharfkantige Rippen vorhanden. Die bis zu 20 Dornen sind schwach, weißlich, nadelig und häufig sehr ungleich lang. Die bis zu 4 Mitteldornen, die auch fehlen können, sind bis 5 (selten bis 7,5) Zentimeter lang. Die viel kürzeren Randdornen haben eine Länge von 5 bis 10 (selten bis 15) Millimetern.
Die weißen bis grünlich weißen Blüten sind bis 8 Zentimetern lang. Ihr Perikarpell und die Blütenröhre sind mit sehr keinen Schuppen besetzt und ansonsten kahl. Die Früchte sind länglich.

## Verbreitung, Systematik und Gefährdung
Praecereus euchlorus ist im Süden und Westen Brasiliens, in Paraguay, Trinidad, Venezuela, Kolumbien, Ecuador, Peru, Bolivien und im Nordosten Argentiniens verbreitet.
Die Erstbeschreibung als  Cereus euchlorus wurde 1897 durch Karl Moritz Schumann veröffentlicht. Nigel Paul Taylor stellte die Art 1997 in die Gattung Praecereus.
Es werden folgende Unterarten unterschieden:
- Praecereus euchlorus subsp. amazonicus (K.Schum. ex Vaupel) N.P.Taylor
- Praecereus euchlorus subsp. diffusus (Britton & Rose) N.P.Taylor
- Praecereus euchlorus subsp. euchlorus
- Praecereus euchlorus subsp. jaenensis (Rauh & Backeb.) Ostolaza
- Praecereus euchlorus subsp. smithianus (Britton & Rose) N.P.Taylor

Die Unterarten unterscheiden sich durch die Anzahl der Rippen und Dornen voneinander.
In der Roten Liste gefährdeter Arten der IUCN wird die Art als „Least Concern (LC)“, d. h. als nicht gefährdet geführt.

## Nachweise

## Weiterführende Literatur
- J. H. Cota-Sánchez, D. S. Croutch: Notes on the floral biology of Praecereus euchlorus subsp. euchlorus (Cactaceae). In: Schumannia. Band 5, 2008, S. 99–103, PDF.